# Alte Maße und Gewichte (Sachsen)
Die vormetrischen sächsischen Maße und Gewichte wurden zu Beginn des 18. Jahrhunderts unter Kurfürst Friedrich August dem Starken für das Kurfürstentum Sachsen vereinheitlicht.
Sonst galten – wohl auch bedingt durch die lange währende Zersplitterung des Herzogtums Sachsen – in den verschiedenen Landesteilen verschiedene Maße. Auch im Kurfürstentum Sachsen, danach auch im Königreich Sachsen hielten sich trotz prinzipiell einheitlicher Gesetzgebung manche lokale Maße zum Teil bis ins 19. Jahrhundert und der allgemeinen Einführung des metrischen Systems im Deutschen Reich 1871. Bereits 1840 war die seit 1722 geltende kursächsische Postmeile durch eine metrische Postmeile ersetzt worden.

## Übergang zum metrischen System
Das Königreich Sachsen zählte zu jenen deutschen Staaten, das frühe und sehr intensive Bemühungen zur Vereinheitlichung von Maßen/Gewichten mit wegweisenden Schritten innerhalb des Deutschen Zollvereins zur Annäherung an das metrische System unternahm. Dazu wurde 1856 der Mathematiker und Direktor der Königliche Polytechnische Schule in Dresden, Julius Ambrosius Hülße, mit konzeptionellen Vorarbeiten beauftragt.
Den wichtigsten administrativen Schritt innerhalb dieser das gesamte Königreich umfassenden Reform vollzog das Gesetz vom 12. März 1858 No. 18.: Gesetz, die Einführung eines allgemeinen Landesgewichts und einige Bestimmungen über das Maaß- und Gewichtswesen im Allgemeinen betreffend. Es trat am 1. November 1858 in Kraft.
Die organisatorische Grundlage zu diesen umfassenden Veränderungen bildete eine hierfür zu schaffende Königliche Normalaichungscommission, deren Konstituierung und Aufgaben in der Ausführungsverordnung vom 12. März 1858 zu diesem Gesetz näher beschrieben ist. Mit diesen von König Johann erlassenen Rechtsverordnungen wurden zwar noch alte Maß- und Gewichtseinheiten amtlich bestätigt, aber ihre Eichung auf die Basis des französischen Metrischen Systems umgestellt. Das gültige Zollpfund setzte das Gesetz zu fünfhundert Französische Grammen fest (§ 1). Ferner wurde bestimmt, in welcher Art und Weise die sächsischen Gewichts-Urmaße auszuführen waren. Diese Normalgewichte fertigte man als Zweipfundstücke in Platin und Messing (§ 2). Der Paragraph 5 bestimmte, dass die Theilung des Pfundes in rein decimalen Abstufungen sich bewegt… bei der Ausmünzung und Geldverwägung sowie für die öffentliche Verwaltung, bei der das dezimale System bereits eingeführt war.

Den im Bergbau als Längeneinheit gängigen Lachter bestätigte das Gesetz und definiert ihn mit zwei Französischen Metern (§ 8).
Der Gebrauch unrichtiger Maße und Gewichte wurde im ersten Fall mit einer Geldbuße von 1 bis 50 Talern und im Wiederholungsfall mit einer Gefängnisstrafe von acht Tagen bis vier Wochen belegt (§ 11).
Die zur Umsetzung der Reformen geschaffene Königliche Normalaichungscommission in Dresden trat an die Spitze der technischen Organe, da zur konkreten Ausführung zahlreiche Aichämter (Begrifflichkeit: Eichung) geschaffen werden mussten. Ihr gehörten der Vorsitzende, sein Stellvertreter, mindestens ein theoretisch gebildetes technisches Mitglied und ein praktischer Mechaniker an. Ihre Mitglieder arbeiteten als Staatsdiener auf den Amtseid nach der Verordnung vom 2. November 1837.
Die Aichämter sind auf Kosten der Stadtgemeinden eingerichtet worden. Mit der Bekanntmachung Nr. 80 vom 19. Oktober 1858 durch den kgl. sächsischen Minister des Innern, Freiherr Friedrich Ferdinand von Beust nahmen die Aichämter in folgenden Städten ihre Arbeit auf:
- in der Kreishauptmannschaft Dresden
  - Dresden, Großenhain, Meißen, Freiberg
- in der Kreishauptmannschaft Leipzig
  - Leipzig, Borna, Pegau, Oschatz, Döbeln, Rochlitz
- in der Kreishauptmannschaft Zwickau
  - Zwickau, Chemnitz, Annaberg, Reichenbach, Plauen
- in der Kreishauptmannschaft Budissin
  - Bautzen, Löbau, Zittau

Für die Belange des sächsischen Bergbaus errichtete man in Freiberg ein Königliches Bergaichamt, das der Aufsicht vom Oberbergamt unterstellt war.
Der Königliche Normalaichungscommission oblag es, die Urgewichte aufzubewahren und die notwendigen Gewichtssätze für die Aichämter unter ihrer Kontrolle anfertigen zu lassen. Die festgesetzten Urmaße waren:
- ein Fußmaaß (der Leipziger Fuß zu 0,28319 Französische-Meter oder 125,537 alte Pariser Linien)
- eine Kanne (gleich 71,186 Cubikzoll oder 1,8683 Pfund destilliertes Wasser bei +15 Grad Réaumur)
- ein viertel Scheffelmaaß (ein Dresdner Scheffel gleich 7900 Cubikzoll),

die nach dem Gesetz von 1858 bestimmten Größen bzw. Maßhaltigkeit (siehe Angaben in der Klammer) besitzen mussten.
In Hinsicht auf unvermeidbare Abweichungen bestimmte der Paragraph 4 der Aichordnung und Instruction für die Normalaichungscommission und die Aichämter vom 12. März 1858 folgende Toleranzen: Die Normalaichungscommission garantiert die Richtigkeit der von ihr ausgegebenen Normalgewichtsstücke und der tausendtheiligen Gewichtssätze für Münzen, Juwelen und edle Metalle bis auf 0,01 Procent ihrer Schwere, der Normal-Längenmaaße bis auf 0,05 Procent ihrer Länge und der Normal-Hohlmaaße bis 0,1 Procent ihres Inhalts, immer in Vergleich mit den bei ihr aufbewahrten Urgewichten und Urmaaßen.
Parallel zu den Umsetzungsarbeiten metrisch definierter Maße und Gewichte im Königreich Sachsen wirkten Julius Ambrosius Hülße und sein Vorgesetzter, der Ministerialdirektor und Geheime Rat Albert Christian Weinlig, beide seit der Jugend eng befreundet, gemeinsam in den Gremien des Norddeutschen Bundes zur Schaffung eines einheitlichen Systems. Dazu bildeten die Fortschritte und Erkenntnisse von Sachsen eine wichtige konzeptionelle Grundlage. Im Bundesrat wurde schließlich in der Sitzung vom 23. Juni 1868 die Münz-, Maß- und Gewichtsordnung nach den Vorschlägen von Weinlig angenommen, die maßgeblich auf den sächsischen Einrichtungen und Regelungen aufbauten.
Den gesetzgeberischen Übergang der bisher geltenden sächsischen Maße und Gewichte zum vereinheitlichen metrischen System vom Norddeutschen Bund schuf die Verordnung Nr. 40 vom 7. Mai 1869 im Gesetz- und Verordnungsblatt für das Königreich Sachsen von 1869. Damit bestimmte der sächsische Innenminister Hermann von Nostitz-Wallwitz das Inkrafttreten der reichseinheitlichen Maße mit Wirkung vom 1. Januar 1872, der gleiche Zeitpunkt, an dem gemäß Artikel 21 der Maaß- und Gewichtsordnung für den Norddeutschen Bund vom 17. August 1868 im nunmehr bestehenden gesamten Deutschen Reich ihre Verbindlichkeit erhielten. In Würdigung seiner besonderen Verdienste verbunden mit einer hohen öffentlichen Anerkennung wurde Julius Ambrosius Hülße 1874 zum Vorsitzenden der Sächsischen Ober-Eichung-Commission bestellt. Wegen seiner seit 1860 wahrgenommenen offiziellen Repräsentanz für das Königreich Sachsen in der Fachmänner-Kommission für deutsches Maß und Gewicht beim Norddeutschen Bund war ihm die Aufgabe zur Leitung der Reichs-Institution angetragen worden, die er aber mit Hinweis auf umfassende Verpflichtungen in Sachsen nicht übernahm.

## Längenmaße
| Einheiten   | Klafter | Stab | Elle | Fuß | Zoll | Linie | Meter      |
| Straßenrute | 2 ⅔     | 4    | 8    | 16  | 192  | 2304  | 4,531 04   |
| Ackerrute   | 2       | 3    | 6    | 12  | 144  | 1728  | 3,398 28   |
| Klafter     | 1       | 1 ½  | 3    | 6   | 72   | 864   | 1,699 14   |
| Stab        |         | 1    | 2    | 4   | 48   | 576   | 1,132 76   |
| Elle        |         |      | 1    | 2   | 24   | 288   | 0,566 38   |
| Fuß         |         |      |      | 1   | 12   | 144   | 0,283 19   |
| Zoll        |         |      |      |     | 1    | 12    | ≈ 0,023 60 |
| Linie       |         |      |      |     |      | 1     | ≈ 0,001 97 |

- Bis 1840: Sächsische Postmeile = 2 Wegstunden. = 2000 Straßenruten = 9062,08 Meter
- Ab 1840: Deutsche Postmeile    = 7500 Meter.
- Ab 1843: Geografische Meile     = 7412,665 Meter. Anwendung z. B. beim  Bau der Bahnstrecke Görlitz–Dresden[3]
- 1 Camburger Ackerrute = 10 sächsischer Fuß = 2,8319 Meter.
- 1 sächs. Feldmesserrute = 15 Fuß 2 Zoll = 182 Zoll ≈ 4,295 Meter.

Der Lachter war das im Bergbau verwendete Längenmaß. Er betrug sieben sächsische Fuß = 1,98233 m. 
 Ab 1830 wurde dieser Wert im sächsischen Bergbau dann auf genau zwei Meter aufgerundet.
Ab 1871 wurde in ganz Deutschland das dezimale metrische System Grundlage der Längenmessungen. 
 Der Zentimeter danach zeitweise „Neuzoll“ genannt, der Millimeter „Strich“, sowie der Dekameter „Kette“.

## Flächenmaße
| Einheiten         | Quadrat- Elle | Quadrat- Fuß | Quadrat- Zoll | Quadrat- Linie | Quadratmeter    |
| Quadratrute       | 64            | 256          | 36 864        | 5 308 416      | ≈ 20,5303       |
| Quadrat-Ackerrute | 36            | 144          | 20 736        | 2 985 984      | ≈ 11,5483       |
| Quadratelle       | 1             | 4            | 576           | 82 944         | ≈ 00,3208       |
| Quadratfuß        |               | 1            | 144           | 20 736         | ≈ 00,080197     |
| Quadratzoll       |               |              | 1             | 144            | ≈ 00,00055692   |
| Quadratlinie      |               |              |               | 1              | ≈ 00,0000038675 |

- 1 sächs.Feldmesser-Quadratrute = 33124 Quadratzoll ≈ 18,447 m² (Rute zu 182 Zoll)
- 1 sächs.Acker = 2 sächs.Morgen = 300 Quadrat-Feldmesserrute ≈ 5534,232 m² (Rute zu 182 Zoll)
- 1 sächs.Morgen = 150 Quadrat-Feldmesserrute ≈ 2767,116 m² (Rute zu 182 Zoll)

Andere Feldmaße:
- 1 kleiner Leipziger Morgen = 160 Quadrat-Ackerruten = 5760 Quadratellen ≈ 1847,73 m² (Rute zu 144 Zoll)
- 1 großer Leipziger Morgen = 160 Quadrat-Ruten = 10240 Quadratellen ≈ 3284,85 m² (Rute zu 192 Zoll)
- 1 Camburger Acker = 20000 Quadratellen ≈ 6415,726 m²

## Raummaße
- 1 Kubikelle = 8 Kubikfuß = 13824 Kubikzoll = 181,686 947 086 072 dm³ ≈ 181,687 Liter
- 1 Kubikfuß = 1728 Kubikzoll = 22,710 868 385 759 dm³ ≈ 22,711 Liter 
 1 Kubikfuß = 131973⁄1975 Mäßchen ≈ 13,998987 Mäßchen ≈ 14 Mäßchen (Trockenmaß)
- 1 Kubikzoll ≈ 13,142864 cm³

### Trockenmaße
|                          |                                                                            | Kubikzoll           | Liter      |
| 1 Wispel                 | = 2 Malter = 24 Dresdner Scheffel = 96 Viertel = 384 Metzen = 1536 Mäßchen | = 189600            | ≈ 2491,887 |
| 1 alter Pirnaer Scheffel | = 16,5 Dresdner Metzen = 66 Mäßchen                                        | = 81467⁄8           | ≈ 107,073  |
| 1 Dresdner Scheffel      | = 4 Viertel = 16 Metzen = 64 Mäßchen                                       | = 7900 (Definition) | ≈ 103,829  |
| 1 Viertel                | = 4 Metzen = 16 Mäßchen                                                    | = 1975              | ≈ 25,957   |
| 1 Metze                  | = 4 Mäßchen                                                                | = 4933⁄4            | ≈ 6,4893   |
| 1 Mäßchen                |                                                                            | = 1237⁄16           | ≈ 1,6223   |

### Hohlmaße (nass)
|              |                                                  | Kubikzoll             | Liter     |
| 1 Eimer      | = 3 Hosen = 72 Kannen = 144 Nösel                | = 5125,392            | ≈ 67,3623 |
| 1 Hose       | = 24 Kannen = 48 Nösel                           | = 1708,484            | ≈ 22,4541 |
| 1 Kanne      | = 2 Nösel                                        | = 71,186 (Definition) | ≈ 0,9356  |
| 1 Nösel      |                                                  | = 35,593              | ≈ 0,4678  |
|              |                                                  |                       |           |
| 1 Fuder Wein | = 2 Fass Wein = 12 Eimer = 36 Hosen = 864 Kannen | = 61504,704           | ≈ 808,348 |
| 1 Fass Bier  | = 4 Tonnen Bier = 420 Kannen                     | = 29898,12            | ≈ 392,947 |

Es besteht kein Zusammenhang zwischen den Trockenmaßen und den Hohlmaßen (nass), weil wie so oft Trockenmaße und Hohlmaße unabhängig entwickelt wurden. 87 Kubikfuß entsprechen ungefähr 88 Hosen. 1 Hose und damit 24 Kannen sind daher nicht mit einem Kubikfuß gleichzusetzen, weil die Abweichung mehr als ein Prozent beträgt, und damit weit außerhalb der Messtoleranz liegt.
Dementsprechend kompliziert gestaltet sich die Umrechnung zwischen den Raummaßen, Trockenmaßen und den Hohlmaßen.
- Ein relativ guter Näherungswert ist: 1 Kubikelle ≈ 194 Kannen, die Abweichung beträgt etwas mehr als ein Promille.
- Noch besser ist die Näherung: 1 Kanne ≈ 15⁄26 Mäßchen (Abweichung ca. 0,4 Promille) – Das exakte Ratio lautet hier: 1 Kanne = 142372⁄246875 Mäßchen
- Sehr genau ist die Annäherung 1 Kubikfuß ≈ 14 Mäßchen – Exaktes Ratio: 1 Kubikfuß = 131973⁄1975 Mäßchen ≈ 13,998987 Mäßchen (Abweichung weniger als 0,1 Promille)

## Massemaße

### Bis 1839 (Handel)
- 1 Zentner = 5 Steine = 110 Pfund (Krämergewicht) ≈ 51,392 Kilogramm
- 1 Pfund (Krämergewicht) = 16 Unzen = 32 Lot = 128 Quentchen ≈ 467,2 Gramm
- 1 Pfund (Apothekergewicht) = 12 Unzen = 24 Lot = 96 Quentchen ≈ 350,4 Gramm
- 3 Pfund (Krämergewicht) = 4 Pfund (Apothekergewicht)
- 1 Unze = 2 Lot = 8 Quentchen ≈ 29,2 Gramm
- 1 Lot = 4 Quentchen ≈ 14,6 Gramm
- 1 Quentchen ≈ 3,65 Gramm

### Bis 1839 (Bergbau)
Im Bergbau wurde ein geringfügig schwereres Pfund verwendet. Außerdem umfasste dort ein Zentner 112 statt 110 Pfund.
- 1 Zentner = 8 Steine = 112 Pfund = 3584 Lot ≈ 52,37 Kilogramm
- 1 Stein = 14 Pfund = 448 Lot ≈ 6,546 Kilogramm
- 1 Pfund = 32 Lot ≈ 467,589 Gramm
- 1 Lot ≈ 14,612 Gramm

Zudem wurde das Fuder als Gewichtseinheit im Bergbau, v. a. im Eisenerzbergbau benutzt. Das Gewicht eines Fuders schwankte je nach Eisengehalt. Es betrug im Jahre 1829 in
| Berggießhübel:      | etwa 22 Zentner (zu je 112 Pfund)                                                      | oder 2464 Pfund           | ≈ 1152 Kilogramm         |
| Johanngeorgenstadt: | je nach Bergwerk zwischen 16 Zentner 7 Stein 5 Pfund und 25 Zentner 5 Stein 7½ Pfund   | oder 1895 bis 2877½ Pfund | ≈ 886 bis 1345 Kilogramm |
| Schwarzenberg:      | je nach Bergwerk zwischen 16 Zentner 7 Stein und 24 Zentner 3 Stein 8¾ Pfund           | oder 1890 bis 2738¾ Pfund | ≈ 884 bis 1281 Kilogramm |
| Eibenstock:         | je nach Bergwerk zwischen 16 Zentner 2 Stein 10 Pfund und 26 Zentner 1 Stein 11¼ Pfund | oder 1830 bis 2937¼ Pfund | ≈ 856 bis 1373 Kilogramm |

### Ab 1840
Durch die Verordnung vom 9. Dezember 1839 wurde am 1. Januar 1840 das metrisierte Zollpfund eingeführt, welches zu exakt 500 Gramm definiert wurde. Es löste das bisher leichtere sächsische Pfund ab.
- 1 Zollzentner = 100 Zollpfund = 50 Kilogramm
- 1 Zollpfund = 32 Lot = 500 Gramm
- 1 Lot = 15,625 Gramm

ab 1. November 1858 galt:
- 1 Zollzentner = 100 Zollpfund = 50 Kilogramm
- 1 Zollpfund = 30 Lot = 500 Gramm
- 1 Lot ≈ 16,667 Gramm

ab 1868 war das Kilogramm die gesetzliche Gewichtseinheit:
- 1 Kilogramm = 2 Zollpfund = 1000 Gramm

teilweise heute noch verbreitet:
- 1 Doppelzentner = 2 Zentner = 100 Kilogramm
- 1 Zentner = 50 kg (meist in Verbindung mit Sackwaren verwendet)
- 1 Pfund = 500 g